# Ramz
ラムズ（Ramz、1997年2月18日-）は、ロンドン出身のラッパー、シンガーソングライターである。本名はラモーン・ロチェスター。
ラムズの最大のヒット曲は”Barking”。2018年1月の全英シングルチャートで2位を記録。

## アーリーライフ
ロチェスターは1997年2月18日にロンドンの南ミッチャムで生まれる。ハリスアカデミーマートン校に入学する。その後、ポーツマス大学でスポーツ開発学を学ぶが、ドロップアウトと同時に音楽の道へと進む。